# Ziyadat Allah III.

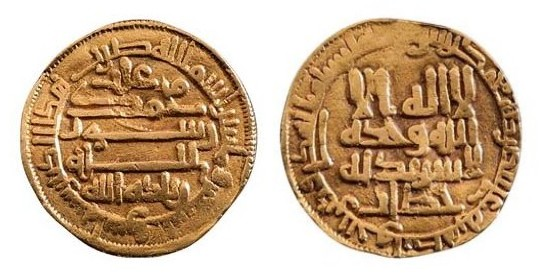
Von Ziyadatallah III. herausgegebener Dinar

Abu Mudar Ziyadat Allah III. ibn Abdallah (arabisch أبو مضر زيادة الله بن عبد الله, DMG Abū Muḍar Ziyādat Allāh b. ʿAbd Allāh; † 916) war der elfte und letzte Emir der Aghlabiden in Ifrīqiya und regierte von 903 bis 909.

## Leben
Abu Mudar Ziyadat Allah kam nach der Ermordung seines Vaters Abu l-Abbas Abdallah II. 903 an die Macht. Er ließ sofort alle Brüder und Onkel hinrichten, um potentielle Konkurrenten auszuschalten. Während Ziyadat Allah so die eigene Macht sicherte, verlor die Dynastie durch diese Vorgänge das letzte Ansehen bei der Bevölkerung.
Auch gewannen die Kutāma unter Abū ʿAbdallāh asch-Schīʿī weiter an Macht und konnten die Stadt Sétif erobern. Nachdem zwei Feldzüge der Aghlabiden gegen die Kutāma 905 und 906 gescheitert waren, ging Abdallah asch-Schiʿi zur Gegenoffensive über. Nach der Eroberung des südlichen Ifriqiya wurden am 18. März 909 die Truppen der Aghlabiden bei al-Aribus entscheidend geschlagen. Ganz Ifriqiya wurde nun von den Kutāma-Berbern besetzt und die Dynastie der Aghlabiden beseitigt.
Ziyadat Allah III. selbst gelang die Flucht in den Nahen Osten. Allerdings konnte er bei den Abbasiden keine Hilfe erlangen, um seine Herrschaft in Ifriqiya zurückzuerlangen. Er starb 916 in Palästina.